# Liste der Karambolage-Begriffe
Dieser Artikel gibt eine Übersicht über die wichtigsten Begriffe und Regeln des Karambolagesports. Viele Begriffe werden jedoch auch im Poolbillard verwendet. Die Fachausdrücke beim Snooker werden in der Liste der Snooker-Begriffe erklärt.
(*) = Begriff wird an anderer Stelle erklärt

## A

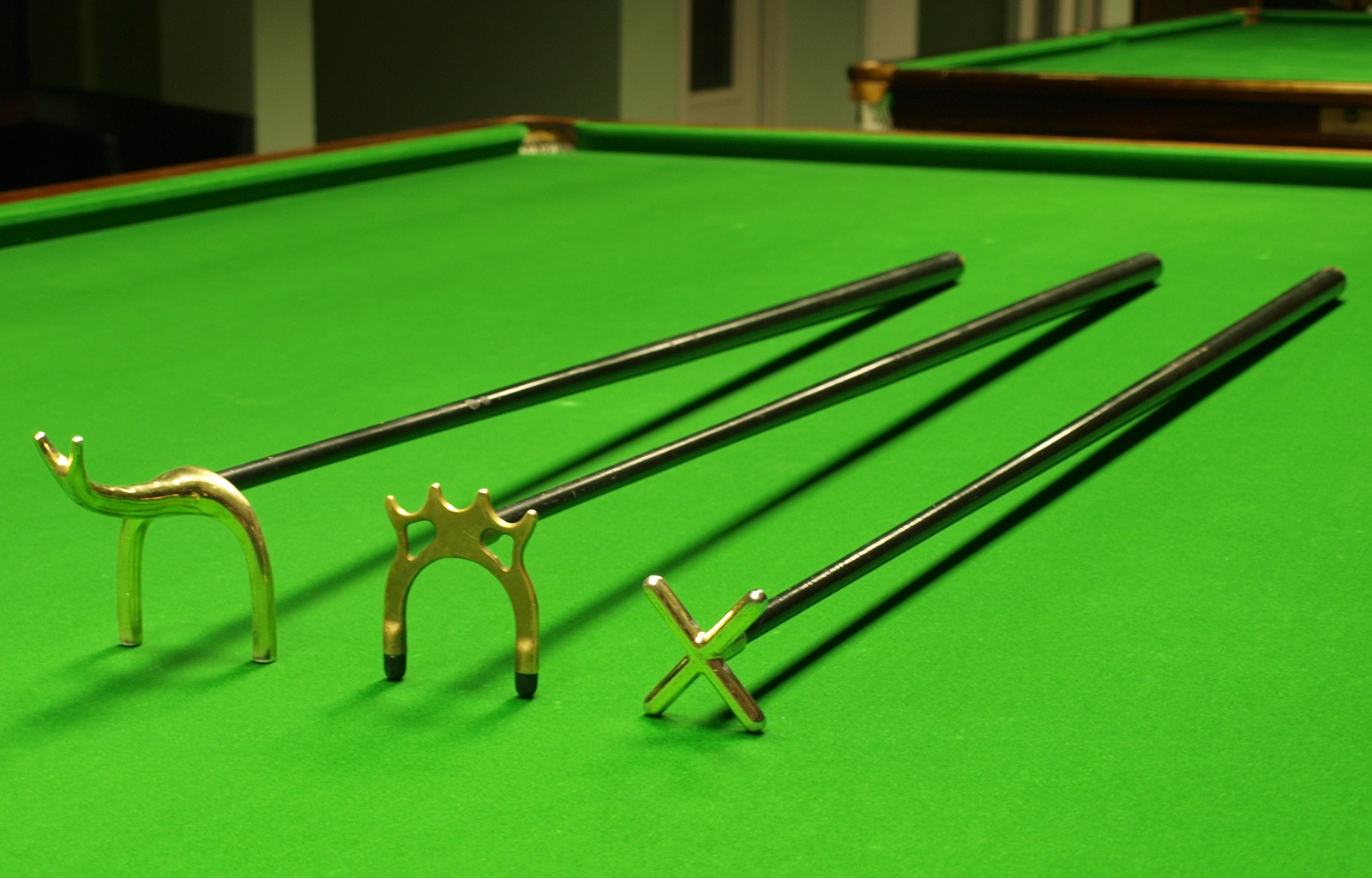
Verschiedene Ausführungen von Brücken oder Hilfsqueues

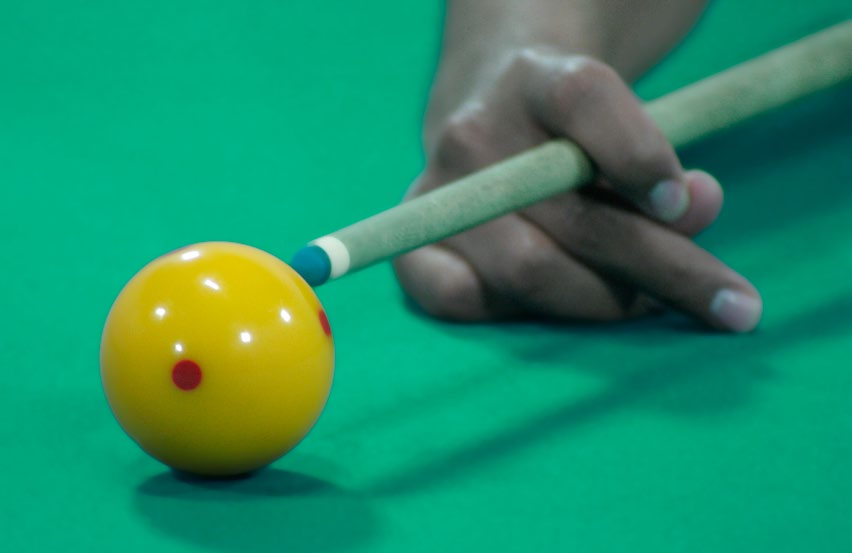
Geschlossener Bock

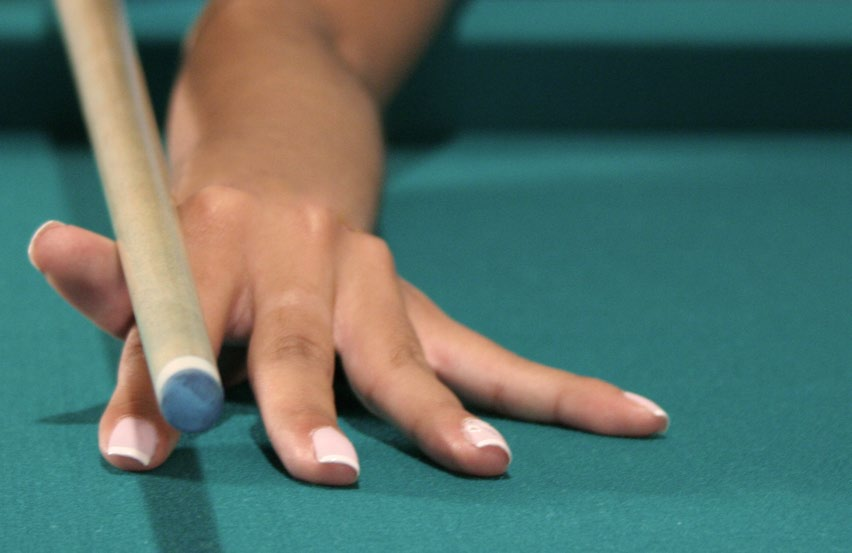
Offener Bock

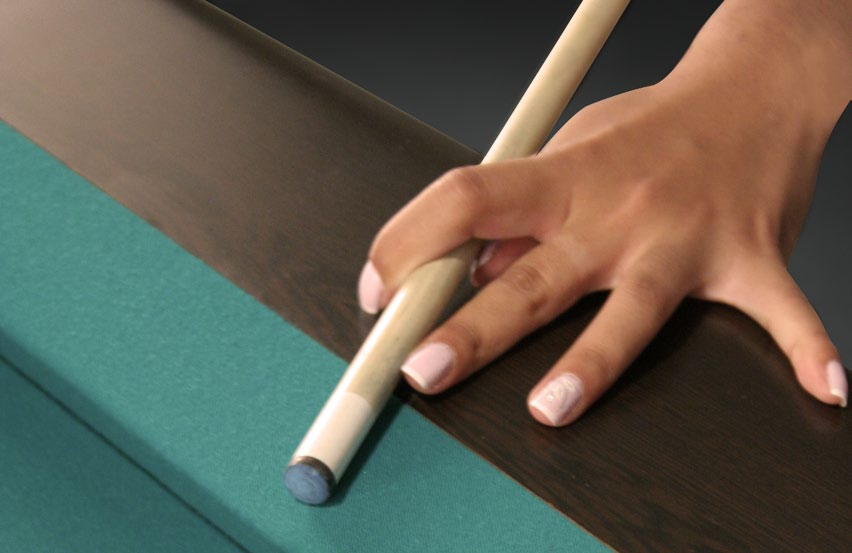
Bandenbock

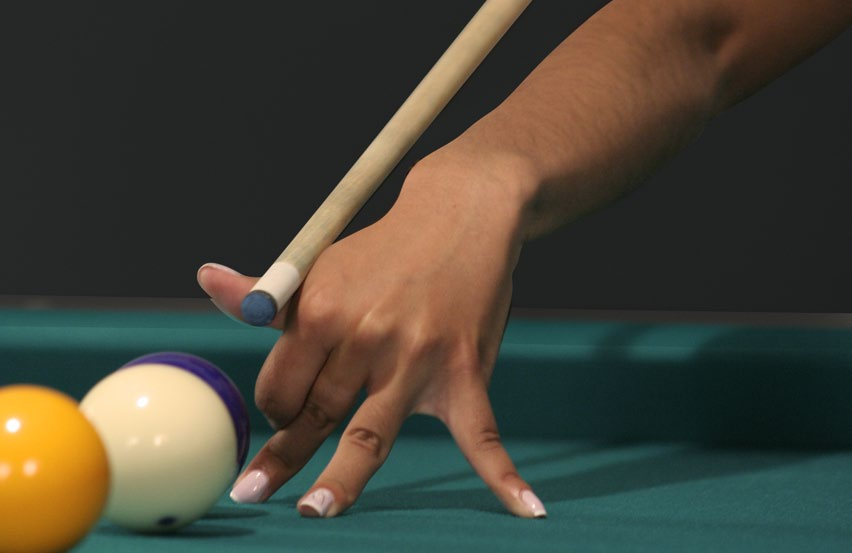
Hoher Bock

| Abschlagwinkel      | Verhalten des Balles nach der Bandenberührung oder nach der Karambolage (*). Gemessen wird der Winkel zwischen der Bande bzw. der gemeinsamen Tangente mit Ball II (*) und einer gedachten Linie in Laufrichtung des Spielballes (*Ball I). |
| Amerikanische Serie | Serienführung entlang der Banden innerhalb der Freien Partie (*). Durch sich stets wiederholende Positionen können viele Points (*) erzielt werden. Video |
| Amorti              | Dosierte Stoßweise mit dem Ziel, mit Ball I (*) möglichst langsam bei Ball III (*) anzukommen (Druckstoß). |
| Anker               | Markierter Bereich des Matchbillards in der Spielart Cadre (*) an den Endpunkten der Cadre-Linien. In diesen Feldern gelten dieselben Beschränkungen wie in den eigentlichen Cadre-Feldern. |
| Aufnahme            | Spielfolgen der Spieler. Die Aufnahme beginnt, wenn der Spieler nach den Regeln ans Spiel kommt und endet mit einem Fehler oder mit dem Erreichen des Spielzieles (Partieende). |
| Aufnahmenbegrenzung | Ist bei einem Turnier zu erwarten, dass der ED unter einem bestimmten Wert liegt, kann es vorkommen, dass die Turnierleitung eine Aufnahmenbegrenzung festlegt (z. B. 40 Punkte oder 50 Aufnahmen). Sind die 40 Punkte bei Erreichen der 50 Aufnahmen nicht erreicht, so ist das Spiel trotzdem beendet. Dies soll zu lange Spielzeiten unterbinden um den Turnierablauf nicht zu verzögern. |
| Ausstoßen           | siehe Bandenentscheid |

## B
| Ball I / II / III | Innerhalb der Partie gilt stets: I = der Spielball, II = der in der Karambolage (*) zuerst getroffene Ball und III = der zuletzt getroffene Ball. |
| Bandenabschlag    | Von der Profilierung und der Materialqualität bestimmte Art und Weise, wie der Ball von den Banden weitergeführt wird. |
| Bandeneffet       | (*) Effet |
| Bandenentscheid   | Um zu entscheiden, welcher Spieler das Spiel beginnen darf, spielen beide Spieler gleichzeitig einen Ball in Längsrichtung zur gegenüberliegenden Bande und wieder zurück. Der Spieler, dessen Ball am nächsten zur Bande des Abstoßpunktes zum Stillstand kommt, hat die Wahl. |
| Bandenserie       | (*) Amerikanische Serie |
| Bandenspiel       | oft ein gebräuchlicher Sammelbegriff für Einband und Dreiband (s. auch: Serienspiel). |
| BED               | Bester Einzeldurchschnitt s. Einzeldurchschnitt (ED). Der BED ergibt sich aus erzielten Punkten geteilt durch die benötigten Aufnahmen. Wird bei Turnieren gesondert ausgewiesen, bei manchen Turnieren erhalten die Spieler dafür eine Extraprämie.                            |
| Best Game         | Einer der Boni, die beim AGIPI Billard Masters und beim Lausanne Billard Masters gezahlt werden. Best Game ist eine andere Ausdrucksweise von BED. |
| billardieren      | durchstoßen; siehe Durchstoß (*) |
| BMD               | Bester Mannschaftsdurchschnitt. Bestes Mannschaftsmatch der Saison. Alle Punkte einer Mannschaftsbegegnung geteilt durch Aufnahmen. |
| Bock              | Führung bzw. Führhand für das Queue (*) beim Stoß |
| Boutage           | durch Schmutzfilm auf den Kugeln verursachter misslungener Stoß |
| Brett             | Kurzform für den Billardtisch |
| Brücke            | Auch Hilfsqueue oder „Oma“, hilft dem Spieler zur Lösung schwer zugänglicher Positionen. |
| BSD               | Bester Satzdurchschnitt. Bei Turnieren mit Satzsystem der beste Durchschnitt eines einzelnen Spiels. |
| BVGD              | Bester verhältnismäßiger Generaldurchschnitt aus allen Mannschaftsbegegnungen. |
| BVED              | Bester verhältnismäßiger Einzeldurchschnitt aus allen Begegnungen. |

## C

Aufteilung beim Kleincadre auf dem Matchbillard

| Cadre       | Erschwerte Spielart, wobei das Billard durch feine Kreidestriche in 6 oder 9 rechteckige Felder unterteilt wird. In jedem Feld gilt die Beschränkung analog dem Eckenabstrich (*) bei der Freien Partie (*). Je nach Disziplin sind nur ein oder zwei Karambolagen (*) innerhalb eines Feldes erlaubt. (engl.: Balkline) |
| Carotte     | Eine dem Gegenspieler absichtlich hinterlassene Ballfigur mit erhöhtem Schwierigkeitsgrad. Diese taktische Abwehrmaßnahme wird häufig als schlechter Stil angesehen. |
| Contraeffet | Ein der Laufrichtung entgegengesetztes Effet (*) |

## D

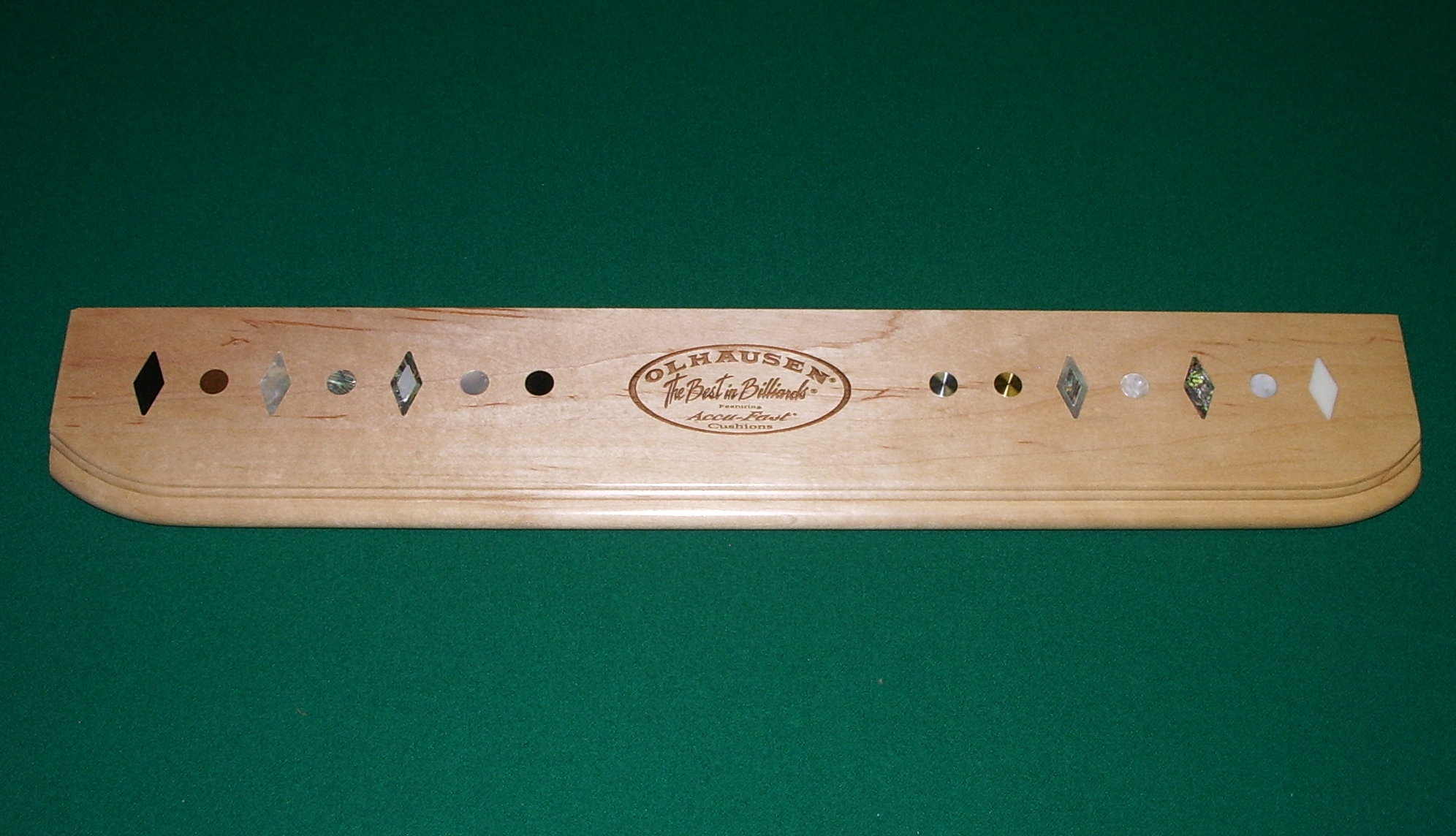
Verschiedene Ausführungen von Diamanten

| Dessin          | Die gewählte Lösung, die zu der Karambolage (*) führen soll. |
| Diamanten       | Markierungen in den Holzbanden des Billards. Sie unterteilen die langen Banden in 8 und die kurzen in 4 gleiche Abschnitte. |
| Diamantensystem | Ein Spielsystem, bei dem die Spieler sich von einer Kombination aus Erfahrung und numerischer Berechnung mit Hilfe der Diamanten (*) für ein Dessin (*) entscheiden.                                                                                  |
| Dreiband        | Eine Spielart, in der nur Karambolagen (*) anerkannt werden, bei denen der Ball I (*) vor Erreichen des Balles III (*) mindestens drei Bandenberührungen hatte.                                                                                       |
| Dreikampf       | Wettbewerbsdisziplin bestehend aus je 1× Freie Partie, Cadre und Einband |
| Drittelspiel    | Taktische Spielführung, die sich bewusst auf die Räume in den Kopfenden des Billards richtet. |
| Druckstoß       | Auch Amorti genannt. Besondere Stoßart, bei der Ball I (*) mittig und Ball II (*) fast voll getroffen wird. So kann der Druck und etwaiges Effet (*) intensiv auf Ball II (*) übertragen und dennoch Ball I (*) ruhig gehalten werden.                |
| Durchschnitt    | Anzahl der Karambolagen (*) pro Aufnahme (*). 400 Karambolagen dividiert durch 15 Aufnahmen ergeben z. B. einen Durchschnitt von 26,66. Hierbei wird noch zwischen Einzeldurchschnitt (*ED) und Gesamt- oder Generaldurchschnitt (*GD) unterschieden. |
| Durchstoß       | Regelwidrige Stoßausführung, bei der Ball I (*) und Ball II (*) einander berühren, während Ball I (*) noch vom Queue (*) geführt wird. |

## E

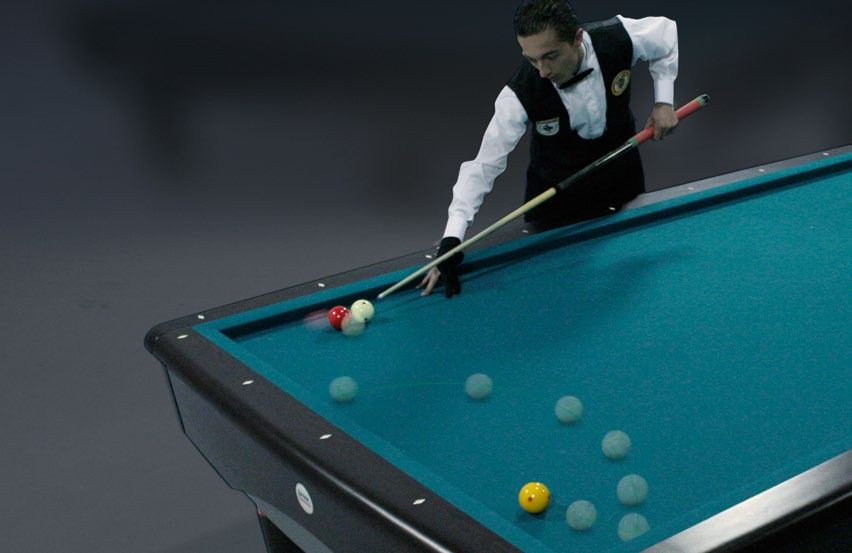
Effetball bei einem Kunststoß

| Eckenabstrich | Markierte Felder in den Ecken des Billards (Dreieck), in denen in der Freien Partie (*) die gleichen Beschränkungen gelten wie in der Spielart Cadre (*). Innerhalb des Eckenabstriches darf nur eine Karambolage (*) ausgeführt werden. Während der zweiten Karambolage (*) muss Ball II (*) und/oder Ball III (*) den Eckenabstrich verlassen. |
| Effet         | Zusätzliche Bewegungen des Balles I (*) (Drehungen; oft auch entgegen der Laufrichtung!), die durch dezentrales Treffen des Balles erreicht werden. Hierdurch kann der Bandenabschlag (*) bewusst verändert werden. |
| Einband       | Eine Spielart, in der nur Karambolagen (*) anerkannt werden, bei denen der Ball I (*) vor Erreichen des Balles III (*) mindestens eine Bandenberührung hatte. |
| Einstellung   | Im Spielverlauf gezielte Platzierung der Bälle, die eine definierte Fortsetzung des Spiels erlaubt. |
| ED            | Einzeldurchschnitt (Points (*) / Aufnahmen (*); je höher, desto besser), bezogen auf ein einzelnes Spiel. |

## F
| Ferrule      | Hülse an der Queuespitze (meist aus Kunststoff, seltener aus Elfenbein). Dient als elastisches Bindeglied zwischen Queueschaft und Queueleder. |
| Freie Partie | Eine Spielart, in der Karambolagen (*) nur der Beschränkung des Eckenabstriches (*) unterliegen. (engl.: Straight Rail, Carom Billiards oder auch Straight Billiards)                                                                                         |
| Fünfkampf    | Wettbewerbsdisziplin, meist bestehend aus Freie Partie, Cadre 47/2, Cadre 71/2, Einband und Dreiband |
| Fuchs        | oder auch „Schwein“ (franz. raccore oder vol; engl. scratch (Pool) oder fluke (Snooker)) bezeichnet einen nicht absichtlich oder zufällig getroffenen Ball/Stoß, der doch noch zum gewünschten Ziel (Karambolage oder beim Pool/Snooker zum Versenken) führt. |

## G
| GD    | Gesamt- oder Generaldurchschnitt (Points (*) / Aufnahmen (*); je höher, desto besser), bezogen auf das gesamte Turnier (oder bei Mannschaftsspielen auch auf die ganze Saison). |
| G-U-V | Gewonnen-Unentschieden-Verloren; In dieser Reihenfolge werden die Punkte 2-1-0 vergeben                                                                                         |

## H
| Halbmatchbillard | mittlere Spielfeldgröße von 1,15 m × 2,30 m |
| Hilfsqueue       | (*) Brücke |
| Holer            | Stellungsstoß, meist Zieher (*) oder Rückläufer (*), bei denen Ball II über eine oder mehrere Banden geholt wird. Nach erfolgreicher Ausführung sollten sich die Bälle in guter Einstellung (*) befinden. |
| HS               | Höchstserie. Anzahl der Karambolagen (Ballkontakte) innerhalb einer Aufnahme (*).(s. auch prolongierte HS)                                                                                                |

## K

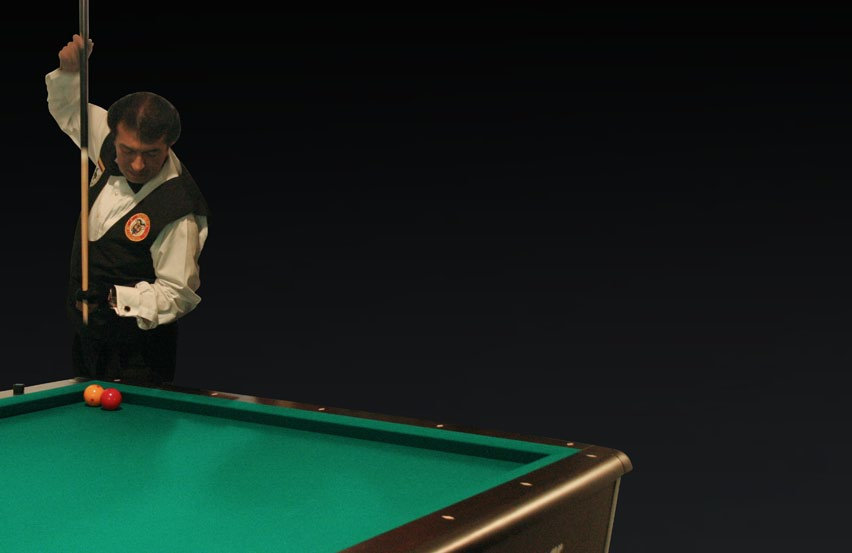
Spieler beim Kopfstoß

| Kaffeehausbillard | Sondergröße von 0,90 m × 1,80 m, besonders in österreichischen Kaffeehäusern verbreitet.                                                              |
| Karambolage       | Bezeichnung für das Billardspiel schlechthin (in Abgrenzung zu dem sog. Poolbillard), aber auch für eine regelgerechte Begegnung der Bälle I-III (*). |
| Kickser           | Unbeabsichtigtes Abgleiten des Queues an Ball I (*) (häufig durch falschen Gebrauch der Kreide).                                                      |
| Kickszone         | Etwa 13 mm breite Randzone von Ball I (*), in der das Abgleiten des Queues vom Ball besonders wahrscheinlich ist (*Kickser).                          |
| Kopfstoß          | Sammelbegriff für Stöße, bei denen das Queue steil von oben auf Ball I (*) trifft.                                                                    |

## L
| Langballspiel | Spielvariante, bei der eher auf lange Distanzen als auf Bandenspiel gespielt wird (Gegenteil: Amerikanische Serie (*)) |

## M

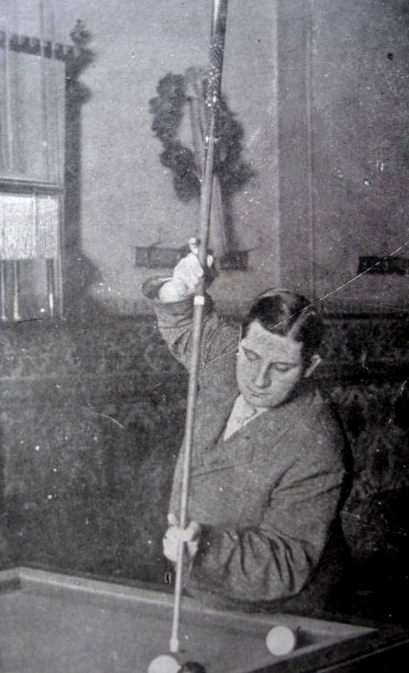
Hugo Kerkau – Deutscher Weltmeister – bei einem Masséstoß; ca. 1920

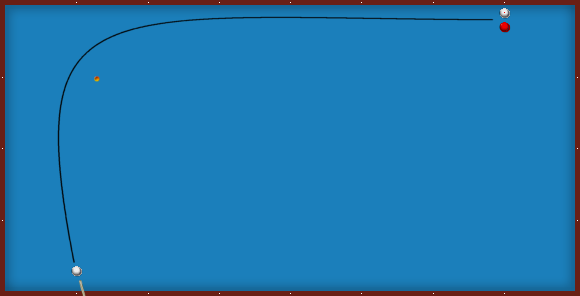
Masséstoß um einen Kegel herum

| Massé        | Eine Form des Kopfstoßes (*), mit Hilfe dessen Ball I (*) einen kurvigen Lauf erreichen soll.                                                            |
| Matchbillard | größte Spielfeldgröße von 1,42 m × 2,84 m |
| MD           | Mannschaftsdurchschnitt. Wird bei Mannschaftsturnieren ausgewertet, die erspielten Punkte werden durch die Aufnahmen geteilt.                            |
| MP           | Match Punkte. Punkte der Mannschaftsbegegnung Sieg 2, Unentschieden 1 und Niederlage 0 Punkte.                                                           |
| MGD          | Mannschaft General Durchschnitt. Alle spielen gleiche Spielart (z. B. Dreiband). Alle in der Saison erzielten Punkte werden durch die Aufnahmen geteilt. |

## N
| Nachläufer | Eine Stoßart, bei der Ball I (*) durch Effet (*) (hoch treffen) nach der Karambolage (*) mit Ball II (*) weiter in gespielter Laufrichtung (nachlaufend) zu Ball III (*) geführt wird. |
| Nachstoß   | Letzte Aufnahme (*) einer Partie, um Aufnahmengleichheit herzustellen. Den Nachstoß führt der Spieler aus, der nicht begonnen hatte.                                                   |

## P
| Peitschenstoß   | Besondere Form des Rückläufers oder Nachläufers (*), der in das Kunststoßprogramm gehört. |
| Penalty         | Auch Shootout genannt. Wird in einem Turnier in der KO-Runde mit Nachstoß gespielt und beide Spieler sind punktgleich, wird der Entscheid zum Gewinn der Partie durch Penalties entschieden. Dazu wird zuerst durch den Bandenentscheid ausgespielt, wer beginnen darf. Jeder Spieler beginnt mit dem Anfangsball und spielt eine Aufnahme. Der Spieler mit der größten HS gewinnt das Match. |
| Piqué           | Besondere Form des Kopfstoßes (*), wobei Ball I (*) erst vorwärts und dann rückwärts läuft. |
| Piston          | auch Ferrule; Spitze des Queueoberteils. Sie ist zur Aufnahme der Pomeranze (*) / des Leders bestimmt. |
| Platzierung     | Einstellung (*) |
| Points/Punkte   | Erzielte Karambolagen (*) während einer Aufnahme (*). |
| Pomeranze       | Lederstück an der Spitze des Queues, die ein Abrutschen des Queues vom Spielball verhindert und ebenso den Effet oder Massé erst ermöglicht. Erfunden wurde sie ca. 1800 von François Mingaud während seiner Gefangenschaft in der Bastille. |
| PP              | Partie Punkte. Beispiel: 6 Spieler pro Mannschaft (6 Partien), also 12 Punkte aus der Mannschaftsbegegnung zu vergeben. Pro Partie also 2 Punkte bei Sieg, 1 bei Unentschieden und 0 bei Niederlage. |
| Press           | Kontaktstellung von Ball I (*) mit Ball II (*) und/oder Ball III (*), oder mit einer der Banden. |
| prolongierte HS | Früher wurden auch Höchstserien, die innerhalb eines über mehrere Sätze gehenden Spieles erzielt wurden, zusammengezählt (prolongiert). Wurde z. B. ein Spiel über drei Sätze gespielt, und ein Spieler spielte im 1. Satz in der letzten Aufnahme 5, beendete den 2. Satz auf 15 Punkte in einer Aufnahme und begann im 3. Satz mit 4 Punkten, so hatte er eine prolongierte HS von 24 erreicht. In der Freien Partie war Ähnliches keine Ausnahme. Den Rekord bei einer WM hält hierin seit 1965 der Niederländer Henk Scholte mit 2500 Punkten. Heutzutage werden keine prolongierten HS mehr gewertet. |

## R
| Rückläufer | Oft ein Holer (*), jedoch meist über größere Entfernung und häufig ohne weitere Einstellung (*). |

## S
| Schnabel    | Der Teil des Queues von der Führhand bis zur Spitze. |
| Serienspiel | oft gebräuchlicher Sammelbegriff für Freie Partie und Cadre (s. auch: Bandenspiel) |
| Shootout    | anderer Begriff für Penalty |
| Strichserie | Enge Ballführung entlang der Strichlinien im Cadrespiel (*). Ball II (*) und ein Ball III (*) befinden sich in unterschiedlichen Feldern, sodass viele Points (*) erzielt werden können; ähnlich der Amerikanischen Serie (*). |
| SV          | Satzverhältnis (Differenz zwischen gewonnenen und verlorenen Sätzen z. B. bei Weltmeisterschaften oder Dreiband-Weltcup) |

## T
| Tempo                 | Methodisch erzielte Laufgeschwindigkeit der Bälle (*) zur sicheren Einstellung (*) |
| Timeout oder Time-out | im Karambolagebereich hat sich für die Stoßzeitverlängerung (2 oder 3 Mal möglich) fälschlicherweise dieser Begriff verbreitet, obwohl er im eigentlichen Sinn die Auszeit, also eine Pause, meint. Selbst die UMB nutzt „Time-Out“ in ihren Regelwerken. Es ist nicht bekannt, ob die UMB diese falsche Begriffsnutzung ausgelöst hat oder es durch die Spieler stattfand. |
| Tuch                  | Bespannstoff für Billardtische, in der Regel aus hochwertigem Kammgarn |
| Turnierbillard        | kleinste Spielfeldgröße von 1,05 m × 2,10 m |

## V

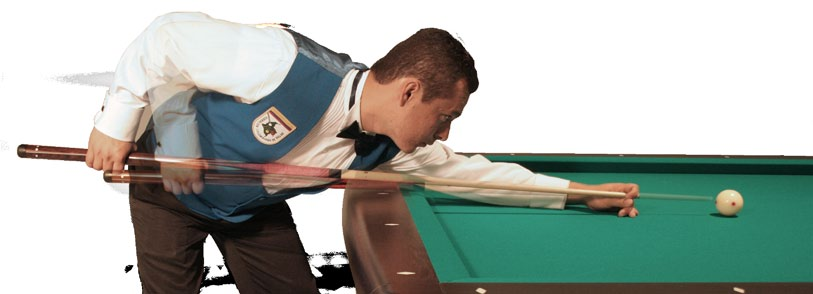
Korrektes Vorschwingen

| Verlängerung | oder auch Extension/Overtime ist die zeitliche Verlängerung der Stoßzeitbegrenzung. Wird eine Shot clock eingesetzt, meist ab der Spielklasse Bundesliga aufwärts, so hat der Spieler die Möglichkeit, je nach Turnierregeln, nach Ablauf der regulären Stoßzeit (je nach Turnier unterschiedlich zwischen 30 und 50 Sekunden), diese zwei- oder dreimal um dieselbe Länge zu verlängern. Obwohl falsch im Gebrauch, wird auch oft von Timeout gesprochen. Dies beschreibt jedoch ein Anhalten der Zeitbegrenzung. |
| Vorbänder    | Eine Stoßart, bei der zuerst eine Bande angespielt wird. |
| VGD          | Verhältnismäßiger Generaldurchschnitt. Verschiedene Disziplinen, die innerhalb eines Turniers gespielt werden und einen unterschiedlichen Schwierigkeitsgrad haben, erhalten einen unterschiedlichen Multiplikator, wobei die Freie Partie (*) als einfachste Spielart den Multiplikator „1“ und Dreiband (*) als schwierigste Disziplin den Multiplikator „40“ erhalten. Danach werden alle Produkte addiert und diese Summe durch die Anzahl der Aufnahmen geteilt.                                              |
| Vorschwingen | Stoßtechnik zur Abschätzung des richtigen Tempos (*) und des genauen Treffpunktes. Die Bewegung findet nur im Ellenbogen statt. Schulter und Handgelenk bleiben steif, dies erhöht die Treffgenauigkeit. Wenn Schulter und Handgelenk mitbewegt werden, kommt es leicht zum Verreißen des Stoßes, und der Ball nimmt eine falsche Laufbahn ein. Dies gilt für alle Billarddisziplinen. |

## Z
| Zieher    | (*Holer und Rückläufer)                          |
| Zielpunkt | Gedachte Verlängerung des Queues auf einen Punkt |